# Miles Master
Die Miles M.9 Master war ein zweisitziges, militärisches Schulflugzeug des britischen Herstellers Miles Aircraft. Während des Zweiten Weltkriegs wurde es in großer Zahl von der Royal Air Force und dem Fleet Air Arm genutzt.
Die Ursprünge der Master reichen zurück bis zur M.9 Kestrel. Nach dem Scheitern der De Havilland DH.93 Don als brauchbares Schulflugzeug bestellte die Royal Air Force fünfhundert Exemplare der M9A Master. Dieses schnelle und voll kunstflugtaugliche Flugzeug war bestens zur Ausbildung von Piloten für die britischen Hochleistungskampfflugzeuge dieser Zeit wie die Supermarine Spitfire und die Hawker Hurricane geeignet. Während ihres Produktionszeitraums wurden tausende Exemplare der Master in verschiedensten Ausführungen gebaut. Die Konstruktion vieler der später entwickelten Versionen wurden stark von den verfügbaren Triebwerken beeinflusst. Viele der Exemplare wurden auch für die Verwendung als Schleppflugzeug modifiziert und die Konstruktion diente auch als Basis für das Zielschleppflugzeug Miles Martinet.
Die am tiefgreifendsten modifizierte Version war die M.24 Master Fighter. Bewaffnet mit sechs Maschinengewehren vom Kaliber .303 British sollte es in der Luftschlacht um England als Notjäger eingesetzt werden, hatte jedoch nie Feindkontakt. Die reinen Schulversionen konnten ebenfalls bewaffnet werden. Zu dieser Bewaffnung gehörten ein Vickers-Maschinengewehr mit dem Kaliber .303 und acht Bomben, wobei diese Bewaffnung ursprünglich nur zu Übungszwecken gedacht war. Neben der britischen Luftwaffe setzten auch die Luftstreitkräfte anderer Nationen wie die South African Air Force, die United States Army Air Forces, der Irish Air Corps sowie die Ägyptischen, die Türkischen und die Portugiesischen Luftstreitkräfte die verschiedenen Versionen der Miles Master ein. Obwohl tausende Einheiten der Master gebaut wurden, existieren heute keine vollständig erhaltenen Exemplare mehr.

## Geschichte

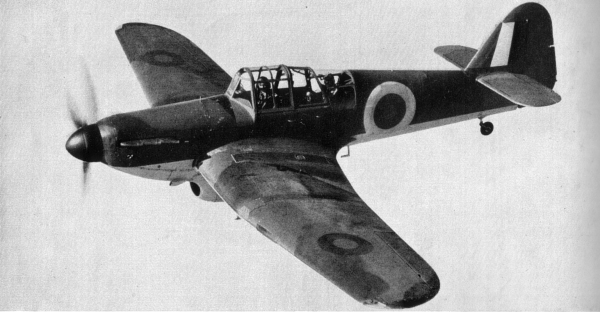
Miles M.9A Master I

Die M.9A Master I basierte auf dem Schulflugzeug M.9 Kestrel, das zum ersten Mal im Juli 1937 auf der Luftfahrtausstellung im Londoner Stadtteil Hendon vorgeführt wurde, allerdings nie in Serienproduktion ging. Die von einem V12-Motor Rolls-Royce Kestrel XVI mit einer Nennleistung von 745 PS (548 kW) angetriebene M.9 Kestrel erreichte eine Höchstgeschwindigkeit von 296 mph (476 km/h). Um den Bedarf für ein fortgeschrittenes Schulflugzeug nach der Air Ministry Specification T.6/36 zu decken, hatte das Britische Air Ministry zunächst das Konkurrenzprodukt De Havilland DH.93 Don ausgewählt, das allerdings die Anforderungen nicht erfüllen konnte. Als Ersatz bestellte die Royal Air Force fünfhundert Exemplare einer überarbeiteten Version des Kestrel mit der Bezeichnung M.9A Master im Wert von zwei Millionen Pfund Sterling.
Nach Eingang der Bestellung veränderte Miles den Prototyp der M.9 zu einem Prototyp für die Master. Unter anderem wurde das Triebwerk gegen den schwächeren Kestrel XXX mit 715 PS (526 kW) getauscht, da dieser Motor in mehr als ausreichenden Stückzahlen verfügbar war. Neben dem Austausch des Motors wurde das Flugwerk grundlegend überarbeitet. So wurde die Kabinenhaube ersetzt und das Heck sowie das Leitwerk geändert. Der Kühler wurde von der Unterseite der Nase zur Mitte unter den Tragflächen versetzt. Diese Änderungen führten zu einer wesentlichen Reduzierung des Höchstgeschwindigkeit gegenüber der M.9. Dennoch war die Master ein verhältnismäßig schnelles und manövrierfähiges Schulflugzeug. Laut dem Magazin Flight International hatte Miles mit der Master seine Version eines Schulflugzeugs, das mit der Leistungsfähigkeit der damaligen Kampfflugzeuge der Royal Air Force Supermarine Spitfire und Hawker Hurricane mithalten konnte und ähnliche Flugeigenschaften besaß, verwirklicht.
Am 31. März 1939 absolvierte die erste Master I aus der Serienproduktion ihren Jungfernflug. Dem Magazin Flight International zufolge wurden die ersten Serienexemplare Ende Juli des gleichen Jahres ausgeliefert. Damit wurde die Master kurz vor Ausbruch des Zweiten Weltkriegs bei der Royal Air Force in Dienst gestellt. Letztendlich wurden von den Mustern Mk. I und Mk. IA 900 Einheiten gebaut. Darin enthalten waren 26 M.24 Master Fighter, bei denen es sich um zu Einsitzern umgebaut und mit sechs Maschinengewehren vom Kaliber .303 British bewaffnete Versionen handelte, die als Notjäger eingesetzt werden sollten. Die M.24 Master Fighter hatten jedoch nie Feindkontakt.
Als die Produktion des Kestrel-Triebwerks eingestellt wurde, wurde eine neue Version der Master entwickelt, die von einem luftgekühlten Bristol Mercury XX mit einer Nennleistung von 870 PS (640 kW) angetrieben wurde. Der Erstflug des Prototyps dieser neuen Konfiguration mit der Bezeichnung M.19 Master II erfolgte am 30. Oktober 1939. Bis zum Ende des Produktionszeitraums wurden von diesem Modell 1748 Exemplare gebaut.
Nachdem durch Erlass des Leih- und Pachtgesetzes Motoren von den Vereinigten Staaten an das Vereinigte Königreich geliefert werden konnten, wurde eine dritte Version der Master mit der Bezeichnung M.27 Master III entwickelt, die mit einem US-amerikanischen Pratt & Whitney R-1535 mit einer Nennleistung von 825 PS (607 kW) ausgerüstet war. Insgesamt wurden von dieser letzten Version 602 Einheiten gebaut.
In typischer Schulkonfiguration war die Master mit acht Übungsbomben und einem Vickers-Maschinengewehr mit dem Kaliber .303 British bewaffnet, das im Bug montiert war. Im Laufe des Jahres 1942 wurden die Tragflächen aller Versionen um drei Fuß (circa einen Meter) verkürzt. Diese Veränderung verringerte die Tragflächenbelastung und führte außerdem zu einer weiter verbesserten Manövrierfähigkeit.
Insgesamt wurden 3.249 Exemplare der Miles Master von der Phillips and Powis Aircraft Limited an den Standorten Woodley in Berkshire, South Marston und Swindon in Wiltshire und Doncaster in South Yorkshire gebaut. Damit war die Master das meistgebaute Muster von Miles Aircraft, bis die Miles Martinet sie 1942 ablöste.
Um die Flugzeuge in großen Stückzahlen in Woodley herstellen zu können, war eine massive Erweiterung der ursprünglichen Fabrik notwendig, die am 20. Januar 1939 vom Britischen Luftfahrtminister Sir Kingsley Wood offiziell in Betrieb genommen wurde. Diese Fabrik war mit einer bahnbrechenden Fließbandanlage ausgestattet. Vermutlich war diese Anlage die erste in einer Britischen Flugzeugfabrik. Gegen Ende des Jahres 1940 wurde in der Fabrik in South Marston eine ähnlich Anlage installiert.

## Konstruktion
Die Miles Master war ein einmotoriger, freitragender Tiefdecker in Tandemkonfiguration mit Kolbentriebwerk. Die ersten Exemplare waren mit einem Kestrel XXX mit einer Nennleistung von 745 PS (548 kW) ausgerüstet, mit dem sie eine Höchstgeschwindigkeit von 296 mph (476 km/h) erreichten. Damit war die Master genauso schnell wie die Doppeldecker dieser Zeit. Eine Besonderheit der Master waren die Knickflügel, die trotz höherer Produktionskosten aufgrund der Leistungsvorteile eingesetzt wurden und Raum für das Einziehfahrwerk und Kraftstofftanks boten. Abgesehen von dieser Besonderheit beruhte die Gestaltung der Tragflächen im Großen und Ganzen auf konventionellen Entwürfen. Die Landeklappen wurden hydraulisch gesteuert und deren Stellung wurde elektronisch im Cockpit angezeigt. Des Weiteren war in der Mitte des Flügels ein Maschinengewehr verbaut.
Während die Master für ein Schulflugzeug der damaligen Zeit über relativ fortschrittliche aerodynamische Eigenschaften besaß, hatte der Rumpf eine konventionelle Struktur, die aus ovalen Spanten bestand, die mit Sperrholz verkleidet waren. Vor dem Tandemcockpit war die Nase mit einem Metallspant versehen, die die Besatzung bei einem Überschlag schützen sollte, die bisweilen bei Flugschülern in einem Flugzeug mit Spornradfahrwerk vorkamen. Das Heck bestand aus einer konventionellen, freitragenden Struktur, bei der das Leitwerk direkt auf der Oberseite des Rumpf montiert war. Laut Flight International war das Leitwerk so ausgelegt, dass ein Trudeln möglichst einfach ausgeleitet werden konnte. Um die Wartung zu erleichtern, war der aus Stahlrohren bestehende Motorträger des Kestrel-Triebwerks so konstruiert, dass lediglich vier Bolzen gelöst werden mussten, um den Motor auszubauen. Weitere Wartungserleichterungen wurden durch die Drosselung des Motors erreicht, wodurch die Wartungsintervalle vergrößert werden konnten.
Die Master verfügte über einen Verstellpropeller wahlweise von Rotol oder De Havilland. Das Kestrel-Triebwerk der frühen Exemplare verfügte über verschiedene Hilfsaggregate, um Vakuum- und Hydraulikpumpen sowie einen Druckluftkompressor und einen fünfhundert Watt starken Generator anzutreiben. Die Kühlung von Wasser und Öl wurde über ein Rohr unter dem Rumpf bewerkstelligt. Der Kraftstoff wurde in zwei Tanks mit jeweils 36 Gallonen in den Tragflächen untergebracht. Der Öltank war hinter einem Brandschott verbaut und der Wassertank befand sich vor dem Triebwerk. Das einziehbare Fahrwerk wurde über zwei getrennte hydraulische Systeme mit einer Handpumpe als Reserve bewegt. Die Bremsen wurden ebenfalls hydraulisch betätigt.
Das Cockpit der Master war für ein effizientes Training entworfen. So war der hintere Sitz für den Fluglehrer rund dreißig Zentimeter höher als der Sitz des Schülers montiert, um dem Fluglehrer ein besseres Sichtfeld zu bieten. Im Flug konnte der Lehrer verschiedene Steuerelemente des Schülers deaktivieren. Die Windschutzscheibe bestand aus formgepresstem Perspex und war mit einem Visier ausgestattet, das einen optimalen Blick auf das Ziel bot. Zwei kleine Fenster konnten geöffnet werden, um die Sicht bei schlechten Wetterverhältnissen zu verbessern. Des Weiteren waren im Cockpit Sonnenblenden vorhanden. An beiden Seite der Schiebehaube waren Riegel angebracht, mit denen die Kabinenhaube bei einem Notfall schnell gelöst werden konnte. Weitere Notfallausrüstung bestand aus einem hinter dem hinteren Sitz montierten Feuerlöscher des Herstellers Graviner und einer hydraulischen Notsteuerung im Boden des Cockpits.

## Einsätze
Typisches Einsatzprofil der Master war die Ausbildung von Flugzeugbesatzungen zur Vorbereitung auf den Einsatz an der Front. Beispielsweise waren Luftkampftaktiken Teil des Lehrplans. Im Jahr 1942 flog angeblich jeder Kampfpilotanwärter der Royal Air Force auf einer Master.
Mehrere hundert Master II wurden als Schleppflugzeug für Segelflugzeuge ausgeliefert oder dazu umgebaut. Bei diesen Flugzeugen wurde der untere Teil des Seitenruders entfernt, um einen Zughaken anbringen zu können. Ab 1942 wurde die Master in verschiedenen Ausbildungseinheiten als Schleppflugzeug für den General Aircraft Hotspur eingesetzt. Des Weiteren wurde das Muster von mehreren Flugabwehreinheiten der Royal Air Force als Verbindungsflugzeug zu Einheiten der British Army verwendet.
Obwohl das Muster hauptsächlich für die Ausbildung verwendet wurde, wurden dennoch einige Exemplare in Geschwadern eingesetzt. So waren Master vom Februar bis zum August 1942 bei der 287sten Staffel und vom November 1944 bis zum Februar 1945 bei der 286sten Staffel der Royal Air Force im Einsatz.
Die Master II wurde vom April 1942 bis zum März 1944 auch von der Central Gunnery School auf der RAF-Basis Sutton Bridge als Zielschleppflugzeug verwendet. Schließlich wurde die Miles Martinet auf Basis der Master speziell für das Schleppen von Übungszielen entwickelt und umfassend eingesetzt.
Die Bestände der Royal Air Force wurden auch häufig an Alliierte geliefert. So erhielt die South African Air Force 426, der Fleet Air Arm 52, die United States Army Air Forces 9, die Ägyptischen Luftstreitkräfte 23, die Türkischen Luftstreitkräfte ebenfalls 23, die Portugiesischen Luftstreitkräfte 2 und der Irish Air Corps 14 Einheiten.
Obwohl tausende Exemplare gebaut wurden, existiert heute keine vollständige Maschine mehr. Einige Tragflächen und andere Teile sind jedoch noch im Besitz verschiedener Luftfahrtmuseen im Vereinigten Königreich.

## Versionen
Miles M.9A Master
Prototyp auf Basis des Prototyps M.9 Kestrel
Miles M.9B Master I
Erste Serienversion der Master, angetrieben von einem Rolls-Royce Kestrel XXX; 900 gebaute Einheiten
Miles M.9C Master IA
Überarbeitete Version mit Schiebekabinenhaube und breiterem Höhenruder; 400 gebaute Einheiten
Miles M.19 Master II
angetrieben von einem Bristol Mercury; 1748 gebaute Einheiten
Miles M.19 Master GT.II
Zum Schleppflugzeug umgebaute Version der Master II; 133 umgebaute und 290 neugebaute Einheiten
Miles M.24 Master Fighter
Aushilfskampfversion der Master I ohne hinteren Sitz und mit sechs Maschinengewehren von Browning in den Tragflächen; 25 Einheiten der Master I wurden modifiziert
Miles M.27 Master III
Verbesserte Version der Master II; 602 gebaute Einheiten
Miles M.31 Master IV
Geplante Version mit verbessertem Sichtfeld für den Fluglehrer; ein gebauter Rumpf, danach wurde das Projekt aufgegeben

## Betreiber
Belgien
- Belgische Luftstreitkräfte

 Ägypten
- Royal Egyptian Air Force – erhielt 1944 26 Exemplare aus Beständen der Royal Air Force[13][14]

 Frankreich
- Französische Luftstreitkräfte[14]

 Irland
- Irish Air Corps – insgesamt zwölf Master II gekauft von der Royal Air Force (sechs im Jahr 1943 und sechs im Jahr 1945)[15]

 Portugal
- Portugiesische Luftstreitkräfte – erhielt vier Master II und zehn Master III von der Royal Air Force[16]

 Südafrika
- South African Air Force – beliefert mit 453 Master II (davon gingen 25 beim Überseetransport verloren)[17]

 Türkei
- Türkische Luftstreitkräfte

 Vereinigtes Königreich
- Royal Air Force
- Fleet Air Arm – circa zweihundert Exemplare aus Beständen der Royal Air Force

 Vereinigte Staaten
- United States Army Air Forces – Insgesamt wurden 44 Exemplare an die USAAF zur Verwendung für Kommunikationszwecke und zum Zielschlepp im Vereinigten Königreich ausgeliehen[18]

## Technische Daten (Mk II)
| Kenngröße             | Daten                                                             |
| --------------------- | ----------------------------------------------------------------- |
| Besatzung             | 2                                                                 |
| Länge                 | 29,5 ft (8,99 m)                                                  |
| Spannweite            | 39 ft (11,89 m)                                                   |
| Höhe                  | 9,25 ft (2,82 m)                                                  |
| Flügelfläche          | 235 ft² (21,83 m²)                                                |
| Leermasse             | 4.293 lb (1.947 kg)                                               |
| max. Startmasse       | 5.573 lb (2.528 kg)                                               |
| Höchstgeschwindigkeit | 242 mph (389 km/h)                                                |
| Dienstgipfelhöhe      | 25.100 ft (7.650 m)                                               |
| Reichweite            | 342 NM (633 km)                                                   |
| Triebwerke            | 1 × Neunzylindersternmotor Bristol Mercury XX mit 870 PS (640 kW) |
| Bewaffnung            | 1 × Maschinengewehr Vickers K, Kaliber .303 British               |